# پرواز از مرگ
پرواز از مرگ (انگلیسی: Flight from Death)، یک فیلم مستند در سال ۲۰۰۳ است که به بررسی رابطه خشونت انسانی با ترس از مرگ، در ارتباط با تأثیرات ناخودآگاه می‌پردازد. این فیلم اضطراب مرگ را به عنوان عامل اصلی بسیاری از رفتارهای انسانی در سطح روانشناختی، معنویت و فرهنگی توصیف می‌کند. کارگردانی آن بر عهده پاتریک شن، تهیه‌کنندگی گرگ بنیک و گویندگی گابریل بیرن بود.

## خلاصه
هدف این فیلم بررسی رابطه نوع بشر با مرگ است و به شدت تحت تأثیر دیدگاه‌های فرهنگی انسان‌شناس ارنست بکر انکار مرگ (کتاب) است. علاوه بر مصاحبه با تعدادی از فیلسوفان، روانپزشکان و معلمان معاصر مانند سام کین، رابرت جی لیفتون، اروین د. یالوم، مرلین موری و دانیل لیختی، این فیلم بیننده را با گروهی از روانشناسان اجتماعی آشنا می‌کند که تحقیقاتی را در حمایت از آنچه نظریه مدیریت وحشت نامیده می‌شود، به عبارت دیگر واکنش عاطفی و روانی به آگاهی از مرگ و میر است، انجام می‌دهند. طی بیست و پنج سال گذشته، طرفداران نظریه مدیریت وحشتر بیش از ۳۰۰ مطالعه آزمایشگاهی انجام داده‌اند که نشان می‌دهد یادآوری‌های ظریف مرگ در سطح ناخودآگاه تعداد قابل‌توجهی از آزمودنی‌ها را برمی‌انگیزد تا رفتارهای جانبدارانه و بیگانه‌هراسی از خود نشان دهند. گرایش به سمت کسانی که از نظر فرهنگی شبیه خودشان هستند و احساسات و قضاوت‌های منفی بالاتری نسبت به کسانی که از نظر فرهنگی با خودشان متفاوت هستند، دارند.